# Achias longitarsis
Achias longitarsis är en tvåvingeart som beskrevs av Mcalpine 1994. Achias longitarsis ingår i släktet Achias och familjen bredmunsflugor. Inga underarter finns listade i Catalogue of Life.